# Schloss Adelsheim

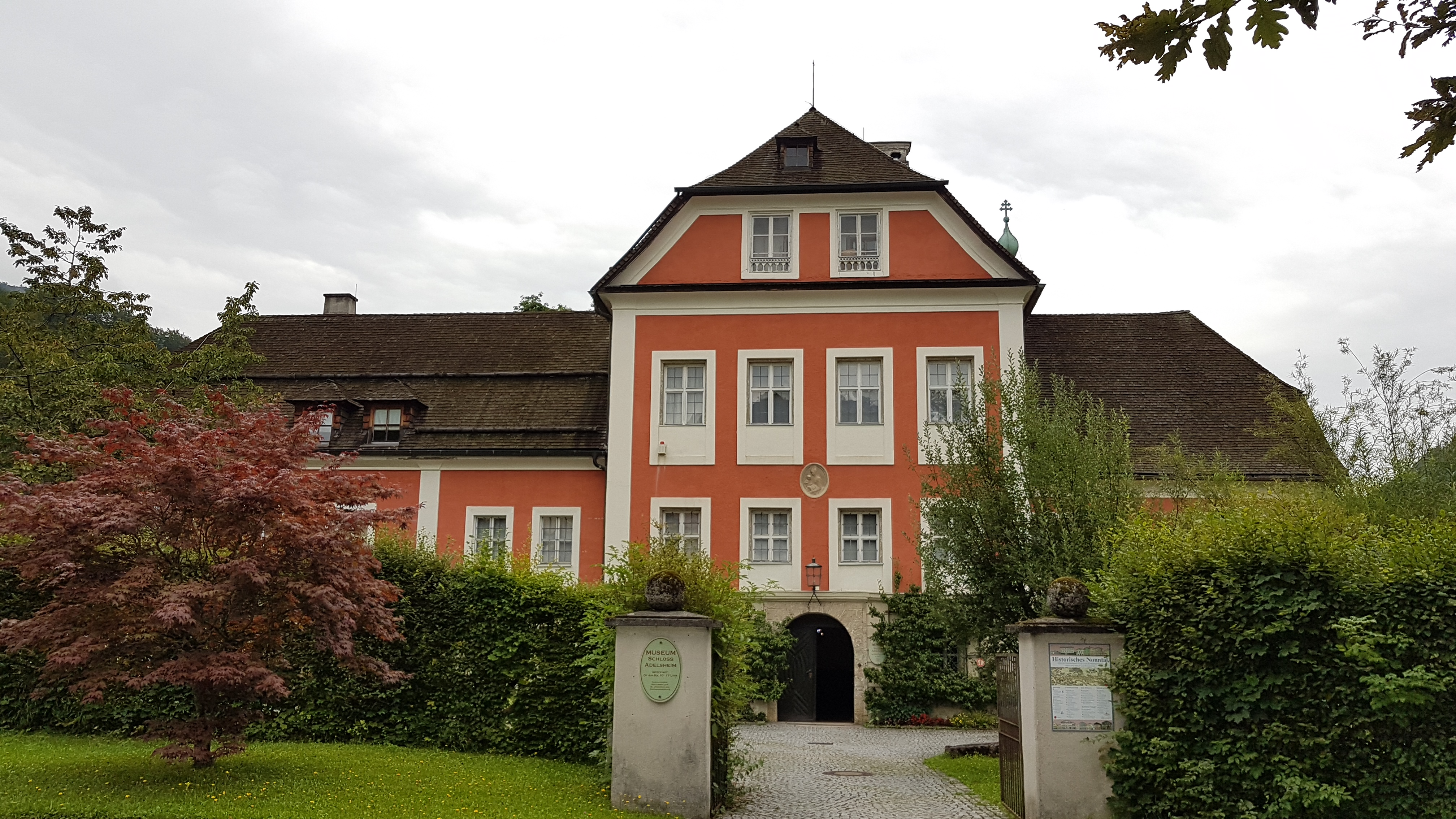
Schloss Adelsheim (2019)

Das Schloss Adelsheim wurde 1614 in Berchtesgaden (Oberbayern) erbaut und beherbergt seit 1968 das Museum Schloss Adelsheim, das als Heimatmuseum auf einer Ausstellungsfläche von bis zu 760 m² Dauer- und Sonderausstellungen historischer Objekte mit Bezug zu Berchtesgaden präsentiert.

## Lage
Das denkmalgeschützte Renaissance-Schlösschen liegt am nördlichen Ortsrand des historischen Kerns vom Markt Berchtesgaden am Ende der Schroffenbergallee (Nr. 6). Die zum Schloss Adelsheim führende Schroffenbergallee quert als Stichstraße einen Hang, der früher ebenfalls zum Anwesen des Schlosses gehörte und als Park genutzt wurde.

## Geschichte

### Bau und erste Nutzungen
Das Schloss wurde 1614 von Stiftsdekan Degenhart Neuchinger († 22. Januar 1624) „auf sain aignen Lasten“ erbaut und diente fortan Stiftskanzlern und hohen Stiftsbeamten der Fürstpropstei Berchtesgaden als Wohnsitz.
Im Zuge der notgedrungenen Verpfändung der Berchtesgadener Salinen Schellenberg und Frauenreuth an das Kurfürstentum Bayern belegte ab 1795 zeitweilig das Kurfürstlich Bayerische Hauptsalzamt das Gebäude.
Im Frühjahr 1803 verbrachte Joseph Konrad von Schroffenberg-Mös nach seiner Abdankung als Fürstpropst und damit letzter Regent des bis dahin reichsunmittelbaren „Ländchens Berchtesgadens“ die ihm noch verbleibende Lebenszeit im Schloss Adelsheim und verstarb dort am 4. April 1803.
Anfang des 19. Jahrhunderts stellte der Holzwarenverleger Johann Nepomuk Wallner im Schloss Adelsheim seine Mustersammlung von etwa 12.000 Exponaten aus, die 1808 im ersten Reiseführer von Berchtesgaden als eine der Hauptsehenswürdigkeiten des Ortes gewürdigt wurde.
Am 1. Januar 1887 trat die damalige Gemeinde Salzberg (1972 nach Berchtesgaden eingemeindet) an Berchtesgaden 16 Häuser ab, darunter auch das Schloss Adelsheim.

### Verfall und Erwerb durch die Gemeinde
Als Privatbesitz wurde das Schloss samt dem zugehörigen Parkgrundstück zuletzt 1959 an eine Münchner Wohnbaugesellschaft verkauft. Parallel dazu hatte 1959 der Gemeinderat Berchtesgaden beschlossen, das Parkgrundstück nur für Wohnzwecke bebauen zu lassen. Pläne der Eigentümer, den Park mit 24 Häusern zu bebauen oder darauf ein 5-geschossiges Hotel zu errichten, wurden hingegen abgelehnt. Zwischen 1962 und 1964 wurden schließlich die noch heute bestehenden Wohnblöcke mit insgesamt 36 Wohneinheiten an der Schroffenbergallee errichtet. Für den ersten Wohnblock wurde das ehemals zum Schloss gehörende Hausmeistergebäude am Anfang der Schroffenbergallee abgebrochen.
1962 kam es zu einem Dachstuhlbrand im Nebengebäude des Schlosses, das die Eigentümer schon seit Jahren hatten verfallen lassen, um so den Denkmalschutz außer Kraft zu setzen und das Schloss schließlich vollständig abreißen lassen zu können. Doch am 30. Juni 1963 erwarb der damalige Landkreis Berchtesgaden den letzten noch erhaltenen Profanbau aus fürstpropstlicher Zeit samt Nebengebäude „und Umgriff“ für 160.000 DM. Für die notwendigen Renovierungen sowie einen Umbau des Traktes zum Nebengebäude beliefen sich die Gesamtkosten auf 550.000 DM.

### Museum Schloss Adelsheim
Das 1897 in der Schnitzschule Berchtesgaden eingerichtete Berchtesgadener Heimatmuseum ist 1968 in die weit größeren Räumlichkeiten des Schlosses umgezogen und präsentiert seither darin auf 600 m² sechs Sammlungsschwerpunkte mit ständigen Ausstellungen historischer Exemplare der Berchtesgadener War, Beinschnitzereien, Beispielen zu Brauchtum und Trachten, Marionetten von Gabriel Gailler (1838–1917), Exemplare bis zu 500 Jahre alter Holzskulpturen („Feinschnitzereien“) und der Sammlung Rudolf Kriss. Weitere 160 m² stehen darüber hinaus auch noch für Sonderausstellungen zur Verfügung.
Im Zuge der Gebietsreform 1972 ging der Landkreis Berchtesgaden im Landkreis Berchtesgadener Land auf, der seither Eigentümer des Schlosses und Träger des Museums ist.
Aufgrund schneebedingter Schäden wurde das Schlossdach ab Ende 2020 saniert. Die Bauarbeiten konnten im Juni 2022 abgeschlossen werden. Seit 16. Juni 2022 ist das Schloss wieder für Besucher geöffnet.

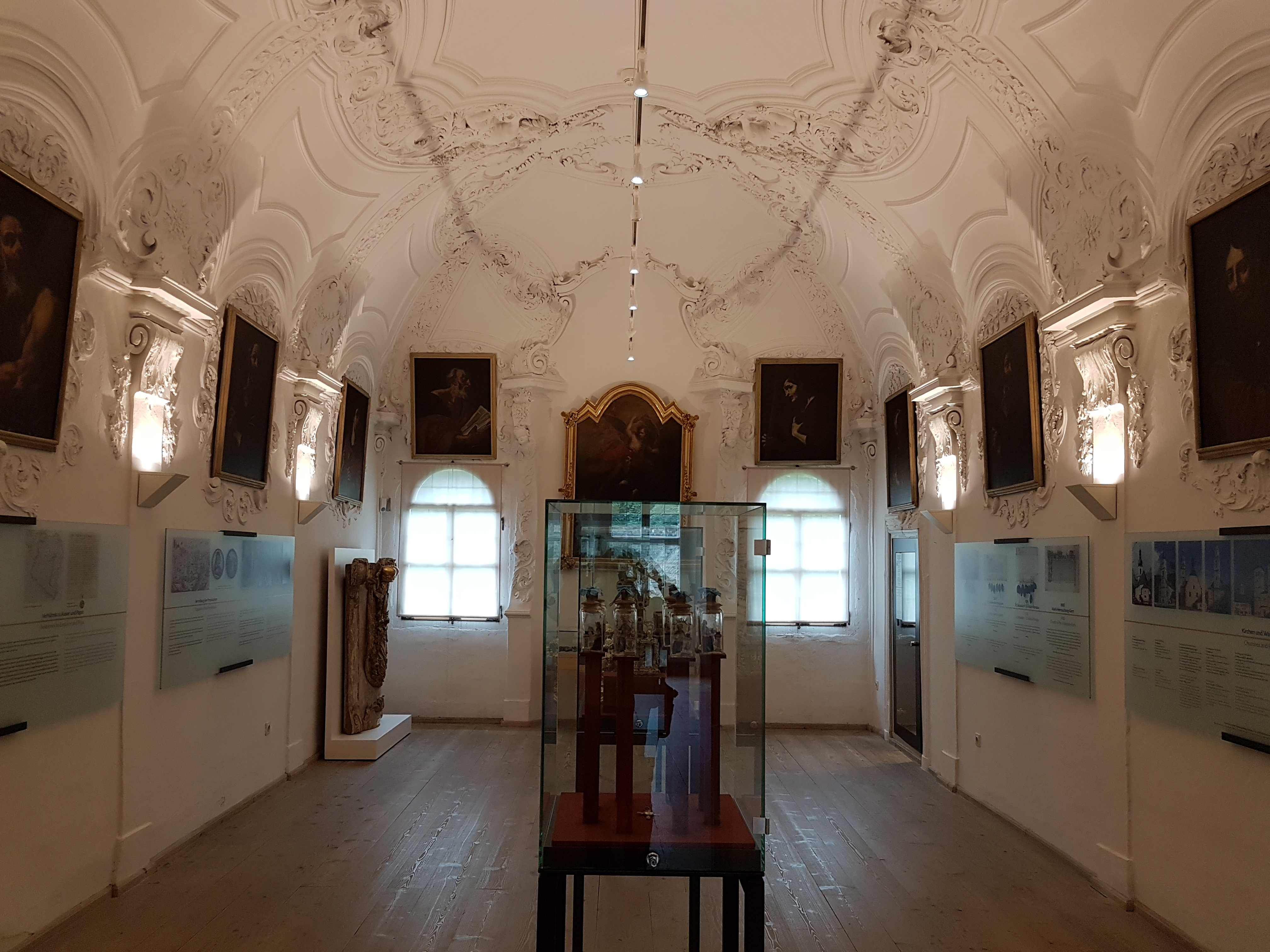
Festsaal mit Gemäldesammlung
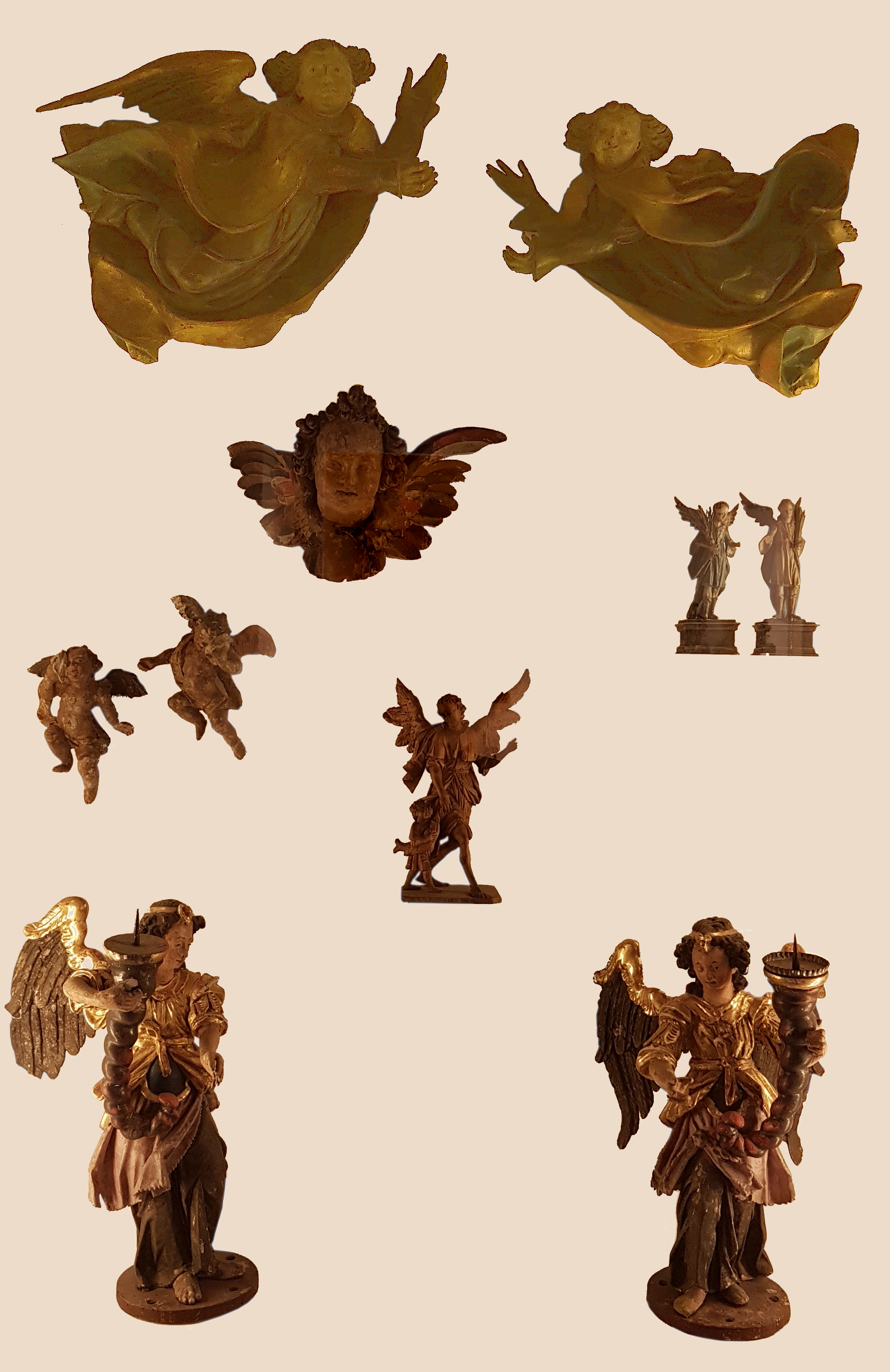
Engel und Putten („Feinschnitzereien“)

## Gebäude
Das Schloss Adelsheim umfasst das Hauptgebäude, einen Anbau, einen Wohn- und Bürotrakt sowie ein südlich vom Hauptgebäude gelegenes Torgebäude.
Das Krüppelwalmdach des zweigeschossigen Massivbaus mit Mittelrisalit ist schindelgedeckt, die Putzfassade gegliedert. Die Dachkonstruktion weist noch Holzbalken aus der Errichtungszeit auf. Zum Ensemble gehört auch ein kleiner, ehemals offener Gartenpavillon mit Zeltdach. Im Schloss ist unter anderem in einem stuckbesetzten Raum eine Kapelle eingerichtet.
Die Anlage ist unter der Aktennummer D-1-72-116-143 als nachqualifiziertes Baudenkmal von Berchtesgaden verzeichnet. Ebenso wird sie als Bodendenkmal unter der Aktennummer D-1-8344-0067 im Bayernatlas als „untertägige frühneuzeitliche Befunde im Bereich von Schloss Adelsheim bei Berchtesgaden“ geführt.

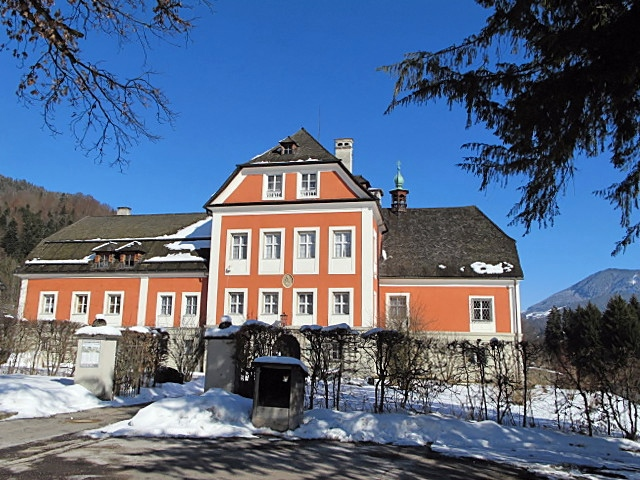
Schloss Adelsheim (Anfang Februar 2010)
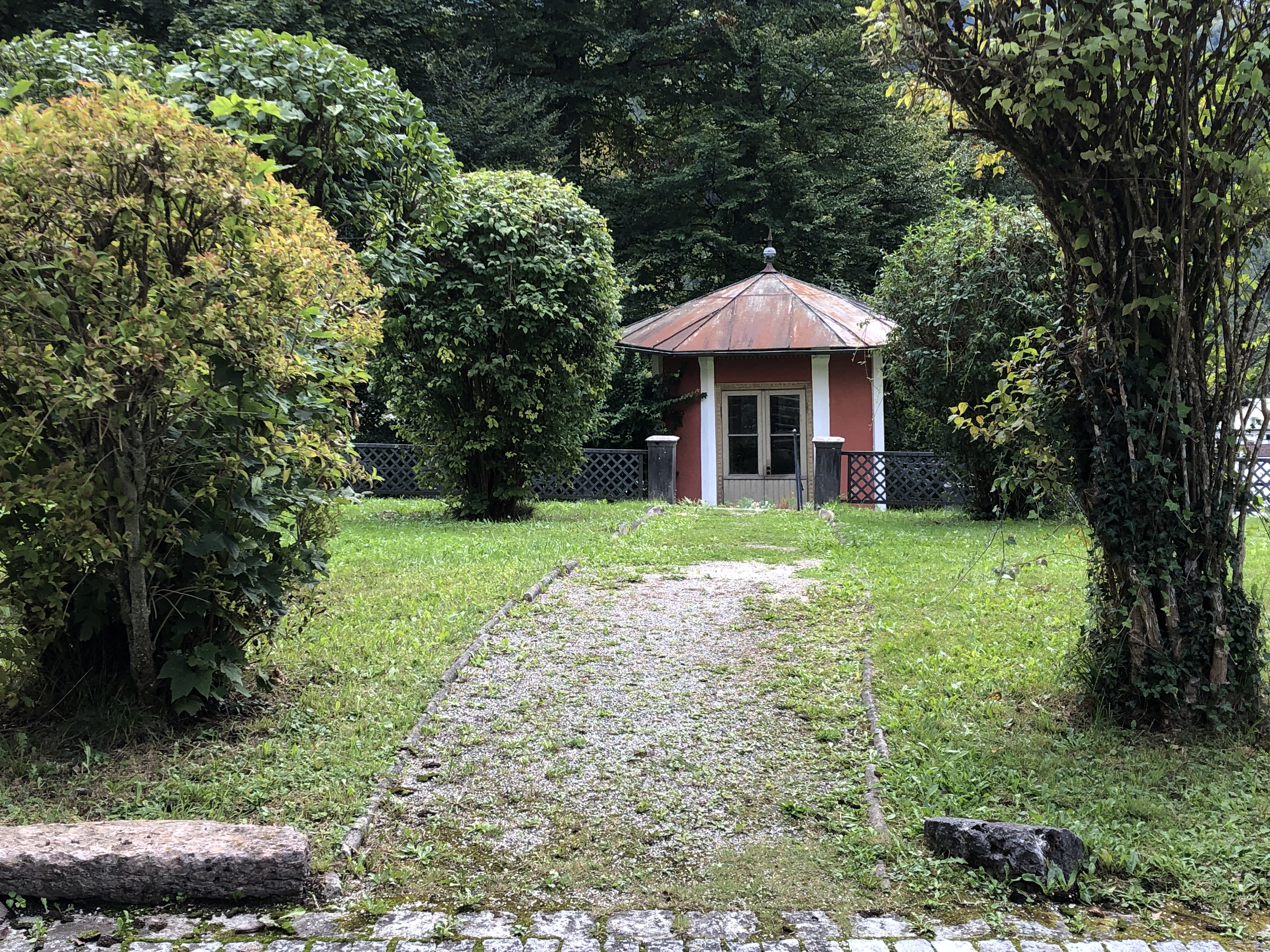
Weg zum Gartenpavillon (2023)
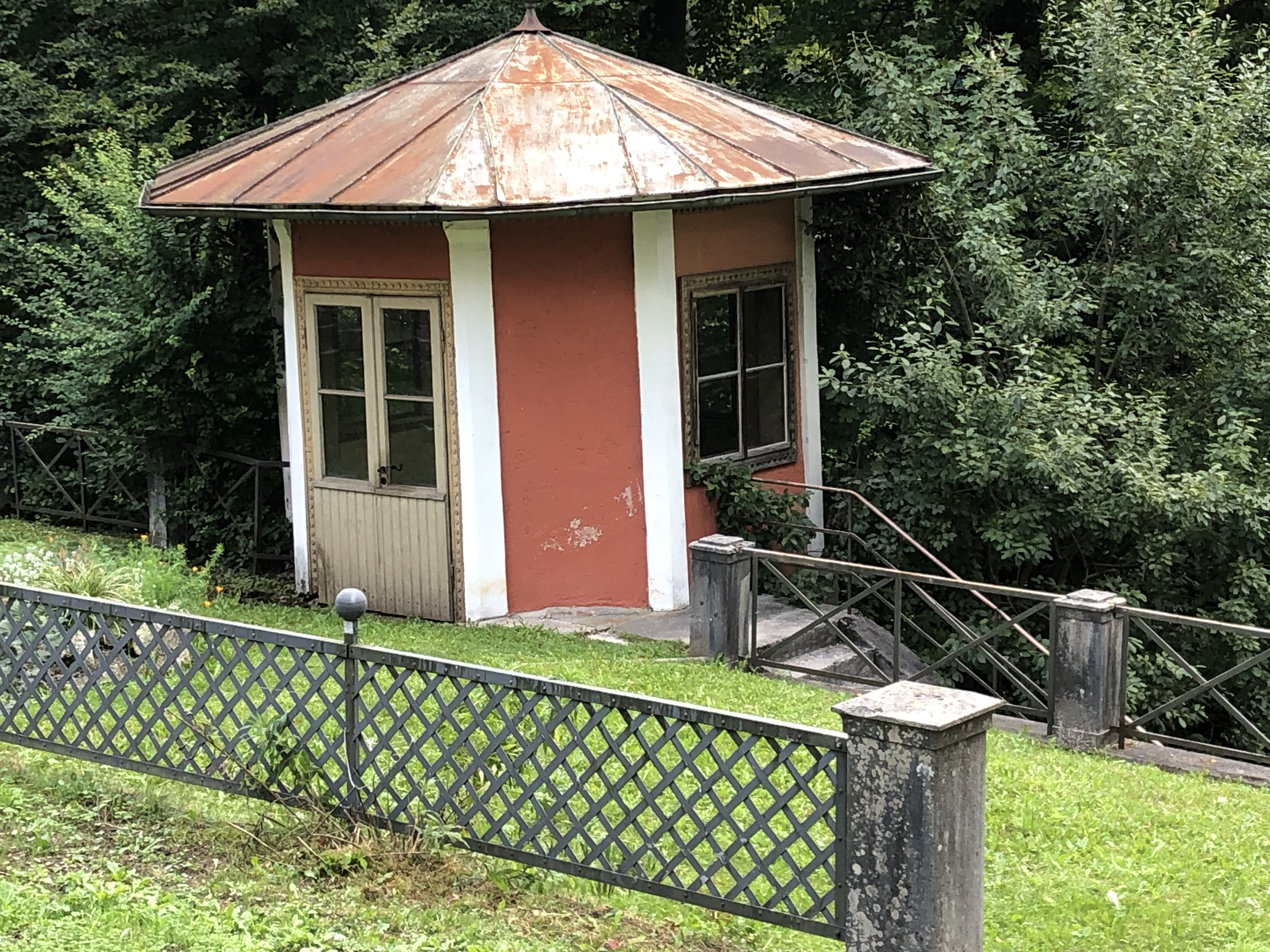
Gartenpavillon (2023)